# Ecitophora pilosula
Ecitophora pilosula är en tvåvingeart som beskrevs av Borgmeier 1960. Ecitophora pilosula ingår i släktet Ecitophora och familjen puckelflugor.
Artens utbredningsområde är Panama. Inga underarter finns listade i Catalogue of Life.